# Philochortus spinalis
Espèce
Synonymes
- Lacerta spinalis Peters, 1874

Philochortus spinalis est une espèce de sauriens de la famille des Lacertidae.

## Répartition
Cette espèce se rencontre dans le nord de la Somalie, en Érythrée et en Éthiopie,.

## Publication originale
- Peters, 1874 : Über einige neue Reptilien (Lacerta, Eremias, Diploglossus, Euprepes, Lygosoma, Sepsina, Ablepharus, Simotes, Onychocephalus). Monatsberichte der Königlich preussischen Akademie der Wissenschaften zu Berlin, vol. 1874, p. 368-377 (texte intégral).